# Aldo Vollono
Aldo Vollono (Genova, 3 agosto 1906 – Brunate, 5 giugno 1946) è stato un calciatore italiano, di ruolo difensore.

## Palmarès
- Campionato italiano: 1

Juventus: 1930-1931